# 日本島嶼学会
日本島嶼学会（にほんとうしょがっかい、英: Japan Society of Island Studies, JSIS）は、日本の学術組織（学会）である。日本における学際的・職際的・国際的な島嶼学の発展に資することを目的として設立された。日本学術会議協力学術研究団体の１つである。事務局は鹿児島大学の国際島嶼教育センターに置かれている。会員数は2017年12月現在、正会員・準会員・学生会員併せて208人。

## 概要

### 歴史
1994年に沖縄県で開催された第1回国際島嶼学会を機に設立に向けての動きが進み、1998年、長崎ウエスレヤン短期大学での総会において発足。以後1999年から毎年、各地の離島もしくは大学において年次大会が開催されている。

### 過去の大会
| 大会名                 | 開催年月   | 開催地                   |
| ---------------------- | ---------- | ------------------------ |
| 設立総会               | 1998年7月  | 長崎ウエスレヤン短期大学 |
| 特別研究会             | 1999年1月  | 奄美大島                 |
| 研究発表会             | 1999年4月  | 家島                     |
| 1999年次大会           | 1999年8月  | 鹿児島大学               |
| 2000年次八丈島研究大会 | 2000年4月  | 八丈島                   |
| 大東諸島特別研究会     | 2000年6月  | 大東諸島                 |
| 2000年次大会           | 2000年9月  | 愛知学泉大学             |
| 佐渡研究会             | 2001年8月  | 佐渡島                   |
| 2001年次大会           | 2001年9月  | 明治大学                 |
| 2002年次大会           | 2002年10月 | 琉球大学・伊平屋島       |
| 2003年次大会           | 2003年9月  | 香川大学                 |
| 2004年次大会           | 2004年9月  | 奄美大島                 |
| 2005年次大会           | 2005年9月  | 対馬                     |
| 2006年次大会           | 2006年9月  | 佐渡島                   |
| 2007年次大会           | 2007年9月  | 与那国島                 |
| 2008年次大会           | 2008年9月  | 菅島                     |
| 2009年次大会           | 2009年10月 | 久米島                   |
| 2010年次大会           | 2010年9月  | 駒澤大学・三宅島         |
| 2011年次大会           | 2011年9月  | 徳之島                   |
| 2012年次大会           | 2012年9月  | 隠岐諸島                 |
| 2013年次大会           | 2013年9月  | 高知大学・大月町         |
| 2014年次大会           | 2014年9月  | 五島列島                 |
| 2015年次大会           | 2015年9月  | 奥尻島                   |
| 2016年次大会           | 2016年9月  | 大崎上島                 |
| 2017年次大会           | 2017年9月  | 甑島                     |
| 2018年次大会           | 2018年8月  | 法政大学・神津島         |

### 構成員・会長
人文地理学、文化人類学、社会学、経済学、政治学、生態学、生物学など構成員の専門分野は多岐にわたる。歴代会長は以下の通り。
|       | 名前     | 就任年月  | 専門               |
| ----- | -------- | --------- | ------------------ |
| 第1代 | 山階芳正 | 1998年7月 | 人文地理学         |
| 第2代 | 竹内啓一 |           | 人文地理学         |
| 第3代 | 嘉数啓   |           | 島嶼経済学         |
| 第4代 | 鈴木勇次 |           | 島嶼行政学         |
| 第5代 | 長嶋俊介 |           | 島嶼経済学・家政学 |
| 第6代 | 中俣均   | 2015年9月 | 人文地理学         |

## 刊行物
2000年からほぼ年1回の間隔で学会誌『島嶼研究』が刊行されている（2016年から年2回刊行）。このほか定期刊行物として学会年報『島嶼学』、『ニュースレター』がある。